# Nat Farbman
Nat Farbman, född 1907 i Polen, död 1988, var en amerikansk fotograf.
Nat Farbmans familj emigrerade till USA 1911. Han studerade elektroteknik på Santa Clara University i Santa Clara i Kalifornien och blev därefter fotograf med reklamfoto, modefotografi och fotojournalistik som områden. Han var fotograf för Life mellan 1946 och 1961.
Hans första utlandsuppdrag för Life var att täcka valen i Grekland 1946. I samband med detta reste han och fotografen Patsy English runt i Italien och Österrike samt i södra Afrika. I södra Afrika fotograferade han boer på landsbygden och 1947 tog han en serie bilder av livet hos Sanfolket i Bechuanaland. Sex av de senare visades på utställningen The Family of Man på Museum of Modern Art i New York 1955. Paret reste sedan runt i Storbritannien, Frankrike och Polen och dokumenterade återuppbyggnaden efter andra världskriget.
Ett av Nat Farbmans sista uppdrag för Life var att fotografera översvämningarna i Kalifornien 1965 i färg. Han var yrkesmässigt verksam in på 1970-talet. 
Han gifte sig 1938 med Patsy English.